# I-181
I-181 — підводний човен Імперського флоту Японії, який брав участь у бойових діях Другої світової війни.

## Початок історії корабля
Човен, який належав до типу KD7, спорудили у 1943 році на верфі ВМФ у Куре.
По завершенні І-181 включили для проведення тренувань до 11-ї ескадри підводних човнів, а в середині серпня 1943-го підпорядкували 22-й дивізії підводних човнів, яка базувалась на атолі Трук у центральній частині Каролінських островів (тут ще до війни створили потужну базу японського ВМФ, з якої до лютого 1944-го провадились операції в низці архіпелагів). 35 серпня — 1 вересня І-181 пройшов з Куре на Трук.

## Перший похід
7 вересня 1943-го І-181 вийшов для бойового патрулювання в районі острова Еспіриту-Санто (архіпелаг Нові Гебриди) та Соломонових островів. Наприкінці місяця човен перенаправили для дій у Торресовій протоці, яка відділяє Австралію та Нову Гвінею. 14 жовтня він двічі атакував тут конвой, проте не зміг поцілити його. 20 жовтня І-181 повернувся на Трук.

## Другий похід
11 листопада 1943-го І-181 вирушив для бойового патрулювання на заході Соломонових островів у районі острова Бугенвіль (тут ще 1 листопада висадився десант союзників).
У ніч проти 25 листопада в бою біля мису Сент-Джордж були потоплені три японські есмінці, які займались постачанням гарнізону Бугенвіля. І-181 взяв участь у порятунку вцілілих членів екіпажів та підібрав 11 моряків, яких 29 листопада доставив у Рабаул (головна передова база в архіпелазі Бісмарка, з якої здійснювались операції на Соломонових островах та сході Нової Гвінеї).

## Транспортні рейси
З грудня 1943-го І-181 залучили до постачання заблокованих гарнізонів (дедалі більш типове завдання для японських підводних човнів з другої половини 1942-го). 7 грудня човен вирушив з 44 тоннами вантажу для розміщеного на Новій Гвінеї гарнізону Сіо (північне узбережжя півострова Хуон). 9 грудня І-181 розвантажився в Сіо, при цьому спершу йому довелось ухилятись за допомогою екстреного занурення від атаки ворожих літаків, які скинули півтора десятка бомб. 11 числа корабель повернувся в Рабаул.
16 грудня 1943-го І-181 вирушив з вантажем для гарнізону Бугенвіля, при цьому місцем доставки була Бука (порт на однойменному острові біля північного узбережжя Бугенвіля). 21 грудня човен вийшов у другий рейс до Буки, проте не зміг провести розвантаження.
На початку січня 1944-го І-181 здійснив ще один транспортний рейс на Нову Гвінею (при цьому за добу до його повернення в Рабаул союзники висадились в Сайдорі, західніше від Сіо, та обійшли таким чином гарнізон останнього пункта). На підході до бази І-181 підібрав збитого американського пілота.
7—8 січня 1944-го човен здійснив третій транспортний рейс до Буки, а 13 січня вирушив з подібним завданням до новогвінейського Галі (західніше від Сіо та за три десятки кілометрів на південний схід від Сайдору). 16 січня у протоці Вітязь човен перехопили та потопили ворожі кораблі, при цьому бій спостерігав гарнізон Галі. Разом з І-181 загинули всі 89 членів екіпажу.